# 山中滿幸
山中滿幸（1520年／1509年－1546年10月14日）是日本戰國時代武將。尼子氏家臣。別名久幸。受領名是三河守。父親是出雲國戰國大名尼子氏家臣山中勝重或山中貞幸。母親是三澤土佐守的女兒。妻子是立原綱重的女兒（なみ）。兒子是幸高、幸盛。女兒有飯田定正室、佐伯辰重室。

## 略歷
在永正17年（1520年）出生。仕於尼子經久、晴久。在天文15年（1546年）9月20日死去，享年27歲。
不過根據『鴻池家系圖』記載，在永正6年（1509年）出生，繼承父親成為白鹿城城主和4千貫，自稱山中兵部大夫。智勇優秀，不過在天文13年（1544年）8月7日先於父親貞幸死去，享年36歲。法名是忠誠院殿秋峯億勇大禪定門、天海，此外詳細不明。
而在『佐佐木文書』中，沒有記載山中氏的始祖山中幸久的存在，山中氏亦不是宇多源氏，而是橘姓近江山中氏在尼子氏下向時一同下向。而滿幸亦被認為是架空人物。